# هونجو (سايتاما)
مدينة هونجو (بالإنجليزية: Honjō)‏ هي أحد المدن التابعة لمحافظة سايتاما. تأسست رسميًا في 10/01/2006. ويقدر عدد سكانها بـ 81805 نسمة حسب تقدير مكتب الإحصاء الياباني لعام 2012. تبلغ مساحة هونجو 89.71 كم2. بكثافة سكانية تبلغ 912 نسمة/كم2.

## أعلام
- هيرومي إيكيدا